# Лікар страхової каси (фільм)
«Лікар страхової каси» (італ. Il medico della mutua) — італійський комедійний фільм 1968 року режисера Луїджі Дзампи, з Альберто Сорді у головній ролі. Продовженням фільму стала кінострічка — «Il Prof. Dott. Guido Tersilli, Primario della clinica Villa Celeste, convenzionata con le mutue».

## Сюжет
Гвідо Терсілі — молодий, амбітний випускник медичної школи. Він не дотримується професійної етики, його мета — зробити швидку кар'єру.
Фільм може вважатися майже документальним, він був настільки гострою критикою аморальності італійської медицини, що італійська медична асоціація різко напастува́ла кінострічку. Фільм критикує стан італійської медицини на початку 1970-х років, оскільки пізніше система «страхової каси» була скасована в Італії.

## Ролі виконують
- Альберто Сорді — лікар Гвідо Терсіні
- Сара Франчетті[it] — Тереза
- Евелін Стюарт[it] — Анна марія
- Нанда Прімавера[it] — мати Гвідо
- Біче Вальорі[it] — Амелія, вдова
- Леопольдо Трієсте — П'єтро
- Франко Скандура[it] — лікар Буї
- Клавдіо Гора[it] — головний лікар
- Пупелла Маджіо[it] — пані Парізе

## Навколо фільму
- Фільм мав рекордний касовий успіх у 1968 році, він перевершив навіть такі фільми як «Космічна одіссея 2001 року» Стенлі Кубрика та «Одного разу на Дикому Заході» Серджо Леоне.

## Нагороди
- У 2008 році фільм був внесений до списку 100 італійських фільмів, які потрібно зберегти від післявоєнних до вісімдесятих років ХХ століття, який був складений під час 65-го Венеційського кінофестивалю.[1]
- 1969 : Премія Давида ді Донателло[2]:
  - за найкращу чоловічу роль — Альберто Сорді, разом з Ніно Манфреді («Vedo nudo», 1969)
- 1969 Премія «Золотий глобус» Асоціації іноземної преси в Італії[it]:
  - найкращому акторові — Альберто Сорді
- 1969 Премія «Срібна стрічка» Італійського національного синдикату кіножурналістів:
  - за найкращу жіночу роль другого плану[it] — Пупелла Маджіо[it]